# Lancaster Park
Le Lancaster Park, appelé également sous les noms publicitaires de Jade Stadium (1998–2007) et AMI Stadium (2007-2011), est un stade de la ville de Christchurch en Nouvelle-Zélande principalement consacré au rugby à XV et au cricket. Il a également été utilisé pour la pratique d'autres sports tels que le rugby à XIII, le football et l'athlétisme.

## Histoire
La première compétition qui se déroule dans ce stade est une compétition d'athlétisme, le 15 octobre 1881. La capacité du stade fut augmentée en 1957 et portée à 33 000 places. Elle sera augmentée à 43 000 places pour accueillir la Coupe du monde de rugby de 2011.
Le Lancaster Park est le stade des Crusaders qui disputent le Super 14 entre 1996 et 2011, et de l'équipe de Canterbury qui joue le championnat NPC. L'équipe de Nouvelle-Zélande y dispute aussi des matchs importants, tels que certains matchs du Tri-nations. La France y a disputé son premier match de Coupe du monde de rugby en 1987 contre l'Écosse.
Le 10 août 2007, le Jade Stadium devient le AMI Stadium, après que les droits ont été vendus à la compagnie néo-zélandaise AMI Insurance.
Le 16 mars 2011, l'IRB, par la voix de Bernard Lapasset et le ministre néo-zélandais Murray McCully ont déclaré qu'aucun match du Mondial 2011 n'aurait lieu à Christchurch. Après le sévère séisme qui a frappé la ville le 22 février 2011, l'AMI Stadium n'était pas en mesure d'accueillir des matchs.
L'AMI stadium sévèrement endommagé, les Crusaders déménagent provisoirement au Rugby League Park, stade habituellement utilisé pour le rugby à XIII et l'équipe des South Island Scorpions (en). Finalement, devant l'impossibilité de réparer le stade, ayant subi d'importants dégâts structurels, les Crusaders font définitivement du Rugby League Park leur enceinte.
Le stade est démoli en septembre 2019.
En 2021, un nouveau projet est lancé, financé à hauteur de 11,6 millions de dollars par la municipalité de Christchurch, prévoyant la création d'un complexe sportif avec trois terrains consacrés au rugby, au football et au cricket,.

## Évènements
- Coupe du monde de rugby à XV 1987
- Coupe du monde féminine de cricket de 1982
- Coupe du monde de cricket de 1992